# Ерленбах на Мајни
Ерленбах на Мајни (њем. Erlenbach am Main) град је у њемачкој савезној држави Баварска. Једно је од 32 општинска средишта округа Милтенберг. Према процјени из 2010. у граду је живјело 9.987 становника. Посједује регионалну шифру (AGS) 9676122.

## Географски и демографски подаци
Ерленбах на Мајни се налази у савезној држави Баварска у округу Милтенберг. Град се налази на надморској висини од 129 метара. Површина општине износи 16,3 km². У самом граду је, према процјени из 2010. године, живјело 9.987 становника. Просјечна густина становништва износи 612 становника/km².

## Међународна сарадња
| Мјесто   | Држава     | Врста сарадње | Од    |
| -------- | ---------- | ------------- | ----- |
| Ерленбах | Швајцарска | партнерство   | 1970. |
| Извор    |            |               |       |